# Turkov
Turkov je lužní les nacházející se na hranici ostravských městských obvodů Třebovice, Martinov a Poruba. V roce 1993 byl s platností od 25. září vyhlášen přírodní památkou.

## Popis
Jedná se o izolovanou oblast ekosystému lužního lesa. V jihozápadní a východní části se nacházejí hráze bývalých rybníků osázené duby starými cca 200 let. Po povodni v roce 1997 území získalo charakter bezodtokové kotliny. Povodeň prakticky zlikvidovala původní mokřadní olšiny rostoucí na místě bývalých rybníků. V současné době[kdy?] mokřadní olšiny regenerují. I přesto zde však zůstaly některé zajímavé druhy, např. měsíčnice vytrvalá (Lunaria rediviva), žluťucha lesklá (Thalictrum lucidum), kosatec žlutý (Iris pseudacorus), jilm habrolistý (Ulmus minor) či pižmovka mošusová (Adoxa moschatellina).
Kromě stromů, keřů a rostlin zde rostou i vzácné druhy hub, jako je např. pstřeň dubový (Fistulina hepatica), čechratička (Ripartites helomorphus), suchohřib meruňkový (Xerocomus armeniacus), hlíva hnízdovitá (Phyllotopsis nidulans), lupenopórka červenožlutá (Phylloporus rhodoxanthus), hovník obnažený (Ascobolus denudatus) či bolinka mnohovýtrusá (Camarops polysperma).
V červenci roku 2009 byla v Turkově znovuotevřena naučná stezka Přírodní památka Turkov, kterou vytvořilo občanské sdružení Ekolyceum ve spolupráci s Nadací Via Vitae Fond Opora. Obrázky na panely vytvořil Ludvík Kunc.
V současné době[kdy?] je existence přírodní památky ohrožena plánovaným přivaděčem k dálnici D1 (tzv. Severní spoj). Proti změně územního plánu a výstavbě Severního spoje přes Turkov protestují ekologové i zdejší občané. Samo vedení města se proto začíná přiklánět k variantě jiné trasy.